# Sufe
Sufe é um nome de lugar que aparece em Deuteronômio 1:1 ("algumas versões antigas traduzem como Mar Vermelho"). Alguns estudiosos o identificam com Sufá (Números 21:14), como provavelmente o nome de um lugar. Outros o identificam com es-Sufá = Maaleh-acrabbim (Josué 15:3), e ainda outros com Zufe (1 Samuel 9:5). É mais provável, contudo, que, de acordo com as versões antigas, esta palavra é para ser considerada simplesmente como uma abreviatura de Yam-suph, ou seja, o "Mar Vermelho".